# Association des professionnels de l'édition musicale
Pour les articles homonymes, voir APEM.
L'Association des professionnels de l'édition musicale (APEM) est une organisation basée à Montréal visant à représenter les droits et intérêts des éditeurs musicaux québécois et canadiens francophones. Elle agit principalement sur deux axes, qui sont la juste rémunération et valorisation économique des œuvres musicales ainsi que la promotion et découvrabilité de ces œuvres. Pour cela, elle propose des formations et services à ses adhérents et agit auprès des décideurs pour assurer la juste rémunération et représentation des éditeurs et de leurs catalogues,,, notamment pour aider le secteur culturel à faire face aux évolutions provoquées par le numérique. 

## Historique
L'APEM est fondée en 2002 à la suite d'une étude publiée par le ministère du Patrimoine Canadien faisant un état général de l'édition musicale au Canada. Les éditeurs indépendants Daniel Lafrance, Guillaume Lombart, Sébastien Nasra, Christopher J. Reed, Carol Ryan et Jehan V. Valiquet en sont à l'origine,. Elle regroupe aujourd'hui 830 maisons d'édition comprenant 400 000 œuvres musicales.  
L'APEM est membre de la Coalition pour la diversité des expressions culturelles.  

## Historique des conseils d'administration
Voici le conseil d'administration actuel de l'APEM et ceux qui l'ont précédé:  
2020-2023
- Guillaume Lafrance, Président  
- Odette Lindsay, Vice-présidente  
- Geneviève Morin, Secrétaire  
- Alexan Artun, Trésorier  
- Patrice Agbokou, Administrateur  
- Pierre-Luc Durand, Administrateur  
- Xavier Debreuille, Administrateur  
2017-2020
- Julien Bidar  
- Jean-François Denis  
- Roseline Rousseau-Gagnon  
- Odette Lindsay  
- Pierre-Luc Durand   
- Philippe-Aubert Messier  
- Denis Wolff  
2014-2017
- Jean-François Denis  
- Pierre-Luc Durand
- Daniel Lafrance
- Guillaume Lombart
- Philippe-Aubert Messier
- David Murphy
- Denis Wolff

## Événements
L'APEM organise plusieurs événements annuels pour ses membres et pour les travailleurs et travailleuses de l'industrie de la musique au Québec  
- Sommet musique et technologie
Le Sommet musique et technologie est une série de conférences qui vise à outiller les éditeurs musicaux et les autres professionnels de la musique afin de leur permettre de tirer le meilleur de la technologie. L’événement vise également à informer les participants des principales tendances et développements technologiques affectant la musique.    
- Quand la musique rencontre l'image (en collaboration avec l'Académie canadienne du cinéma et de la télévision)  
Cet événement vise à faire connaître les pratiques liées à l’utilisation de musique dans les productions audiovisuelles et de favoriser les rencontres entre professionnels du secteur de la musique et de l’audiovisuel.    
- Rendez-vous Pros des Francos
L’APEM organise une table ronde chaque année lors des Rendez-Vous Pros des Francos. Ce panel rassemble plusieurs spécialistes d’organisations différentes pour échanger sur un sujet actuel dans le milieu professionnel de la musique.    
- Missions d'export
Plusieurs fois par année, l'APEM organise des missions d'export pour favoriser le développement de marché étranger pour ses membres.